# Mulaj Abd al-Aziz
Mulaj Abd al-Aziz ibn Hasan (arabsko عبد العزيز بن الحسن) iz dinastije Alauidov je bil od 9. junija 1894 do 21. avgusta 1908 sultan Maroka, * 24. februar 1881, Marakeš, 10. junij 1943, Tanger.
Za sultana je bil razglašen pri šestnajstih letih po smrti svojega očeta Mulaja Hasana I.. Abd al-Aziz je poskušal okrepiti centralno vlado z uvedbo novega davka na kmetijske pridelke in živino. Davku je del družbe ostro nasprotoval. To je privedlo do tega, da je Abd al-Aziz zastavil carinske prihodke in se močno zadolžil pri Francozih, kar je naletelo na vsesplošen upor in revolucijo, v kateri je bil leta 1908 odstavljen v korist svojega brata Abd al-Hafida.